# Enhanced Versatile Disc
De Enhanced Versatile Disc of EVD is een Chinese variant van de dvd.
Het is een mede door de overheid gefinancierd project uit 2003 om zo minder afhankelijk te zijn van buitenlandse technologieën. Een andere reden voor dit project was het eventueel binnenhalen van licentiegelden bij interesse uit het buitenland. In 2004 liepen echter de pogingen om het product te promoten stuk omdat er niet genoeg spelers en producenten waren.
In 2006 maakten verschillende Chinese elektronicafabrikanten bekend in 2008 volledig over te stappen op het EVD- formaat en hebben daarbij ook de steun van filmmakers en retailers.
De EVD heeft door een betere compressie technologie een betere beeld- en geluidskwaliteit dan de standaard dvd. Daarnaast heeft het ook een grotere opslagcapaciteit en is de disc beter te beveiligen tegen piraterij.